# Дельфин Хэвисайда
Дельфин Хэвисайда (лат Cephalorhynchus heavisidii) — вид дельфиновых, представитель рода Пёстрые дельфины (Cephalorynchus).

## Внешний вид
Как и все виды данного рода, имеет маленькое коренастое тело и короткую, широкую голову. Взрослые особи достигают 1,74 м в длину и весят 60—70 кг. Грудные плавники округлены, спинной плавник относительно крупный, треугольный. Окрас серый с чёрно-синим пятном, тянущимся от области между спинным плавником и рыла до половины брюшной части тела, так же есть чёрно-синяя полоса, тянущаяся от дыхала до спинного плавника, и пятна такого же цвета на грудных плавниках и вокруг глаз. На животе есть белое пятно в виде трезубца, как у косаток, так же есть белое ромбовидное пятно на груди и два маленьких пятнышка за грудными плавниками. Во рту от 48 до 70 зубов.

## Распространение
Обитает в прибрежных водах Южной Африки, от Северной Намибии до Кейптауна. Предпочитает мелкие прибрежные воды глубиной до 100 м, на расстоянии 8—10 км от берега, температурой 9—15 °C.

## Поведение
Обычно держатся группами по 2—3 особи, иногда по 4—10 особей или поодиночке. Утро проводят в прибрежных водах, а остаток дня в открытых. Такой распорядок дня отражает поведение их добычи, особенно рыб семейства морские налимы, которые мигрируют к верхним слоям воды ночью. В первой половине дня в прибрежных водах дельфины отдыхают, общаются и избегают хищников.
Иногда сопровождают суда и катаются на их носовой волне. Могут выпрыгивать на высоту до двух метров над водой.
Питается рыбой из семейств морские налимы, сериола, бычковые, а также осьминогами и кальмарами.

## Коммуникация
Они имеют исключительное подводное зрение и используют его для коммуникации. Так же используют тактильное общение, плавают рядом друг с другом и гладят друг друга для поддержания прочных взаимоотношений. Иногда общаются с помощью свистов и щелчков в диапазоне от 1,5 до 11,0 кГц. Так же взаимодействуют химически, выделяя феромоны из пор их анальных желез.
Дельфины Хэвисайда очень сильно полагаются на эхолокацию для восприятия окружающей среды.

## Популяция и угрозы
Иногда подвергаются охоте браконьеров и запутываются в сетях.
Так же, учитывая относительно маленькую площадь распространения этих дельфинов, загрязнение их среды обитания и чрезмерный вылов рыбы могут отрицательно влиять на их численность.
Однако, на данный момент, данных для оценки угрозы недостаточно, но вид не считается редким.